# 黄欧东
黄欧东（1905年9月14日—1993年11月28日），又名黄次洲，字悦仁，男，汉族，江西永丰人，中华人民共和国政治人物。高中文化。第一届至第五届全国人大代表。王届全国政协委员。中共八届候补中央委员，十一届中央委员，十二届中顾委委员。

## 生平
早年在家乡发起成立思江学会，创办《平民报》。1925年6月加入中国共产党并参加革命工作。1926年在上海大学学习。1927年回乡，任江西永丰县委书记。1930年参加中国工农红军，任红3军8师参谋、连政委、师政治部主任，红4军11师宣传科科长，红1军团2师5团政治处主任、师政治部宣传科科长、军团教导营指导员。1934年10月参加长征。到达陕北后，任陕北红军大学地方干部营政委，庆阳教导师团政委。
抗日战争时期，任陇东特委副书记兼秘书长，延安马列学院副书记。1938年12月任抗大太行第1分校政治部主任、分校党委书记。1939年任八路军第129师政治部宣传部部长，平汉纵队政委。1940年任抗大第6分校政委，太行军区晋中分区政治部主任。1943年任中央军委办公厅主任兼总政治部锄奸部副部长。
第二次国共内战时期，任冀热辽军区政治部主任，嫩江省建设厅厅长，黑龙江省委委员兼建设厅厅长，辽北省人民政府副主席。
1948年11月任沈阳市工委副书记。1949年1月任沈阳市委副书记。1949年6月任沈阳市委书记。1952年6月至12月兼市长。1953年4月任东北局委员。1954年5月至11月任东北局常委、秘书长。1954年7月任中共辽宁省委书记。1956年7月任辽宁省委第一书记。 1958年6月任辽宁省委第二书记。1955年3月至1959年6月任辽宁省政协主席。1958年6月任辽宁省人民委员会省长。1960年10月至1967年8月任东北局书记处书记。
“文化大革命”中受冲击。1972年12月任辽宁省委书记。1977年10月任辽宁省委第三书记。1978年10月任辽宁省委第二书记。1980年3月任辽宁省委常委。1980年7月任辽宁省委顾问。1972年12月至1980年1月任辽宁省革命委员会副主任。1977年12月至1980年1月兼辽宁省政协主席。1980年1月至1983年4月任辽宁省人大常委会主任。
1993年11月28日在沈阳逝世，终年88岁。